# Horgoš
Horgoš (cyr. Хоргош; węg. Horgos) – wieś w Serbii, w Wojwodinie, w okręgu północnobanackmi, w gminie Kanjiža. Leży w pobliżu przejścia granicznego z Węgrami Horgoš – Röszke na trasie E75. W 2011 roku liczyła 5709 mieszkańców.
Miejscowość znana jest z uprawy papryki o tej samej nazwie.

## Demografia
Dane ze spisu ludności w 2002 roku:
| Narodowość / przynależność etniczna | Liczba | Procent |
| ----------------------------------- | ------ | ------- |
| Węgrzy                              | 5302   | 83,83   |
| Serbowie                            | 436    | 6,89    |
| Romowie                             | 298    | 4,71    |
| Jugosłowianie                       | 114    | 1,80    |
| Niezadeklarowani                    | 95     | 1,50    |
| Czarnogórcy                         | 23     | 0,36    |
| Chorwaci                            | 20     | 0,32    |
| Buniewcy                            | 9      | 0,14    |
| Pozostałe narodowości               | 8      | 0,13    |
| Albańczycy                          | 6      | 0,09    |
| Niemcy                              | 3      | 0,05    |
| Narodowość nieznana                 | 3      | 0,05    |
| Macedończycy                        | 1      | 0,02    |
| Muzułmanie                          | 1      | 0,02    |
| Rumuni                              | 1      | 0,02    |
| Rusini                              | 1      | 0,02    |
| Słowacy                             | 1      | 0,02    |
| Słoweńcy                            | 1      | 0,02    |
| Ukraińcy                            | 1      | 0,02    |
| Przynależność regionalna            | 1      | 0,02    |